# BMW M6
Pour les articles homonymes, voir M6 (homonymie).
La BMW M6 est une automobile conçue par le constructeur allemand BMW qui se décline en plusieurs générations : M635 CSi E24 (1985), M6 E63/E64 (2006) et M6 F06/F12/F13 (2012).

## BMW M635 csi E24 de 1985

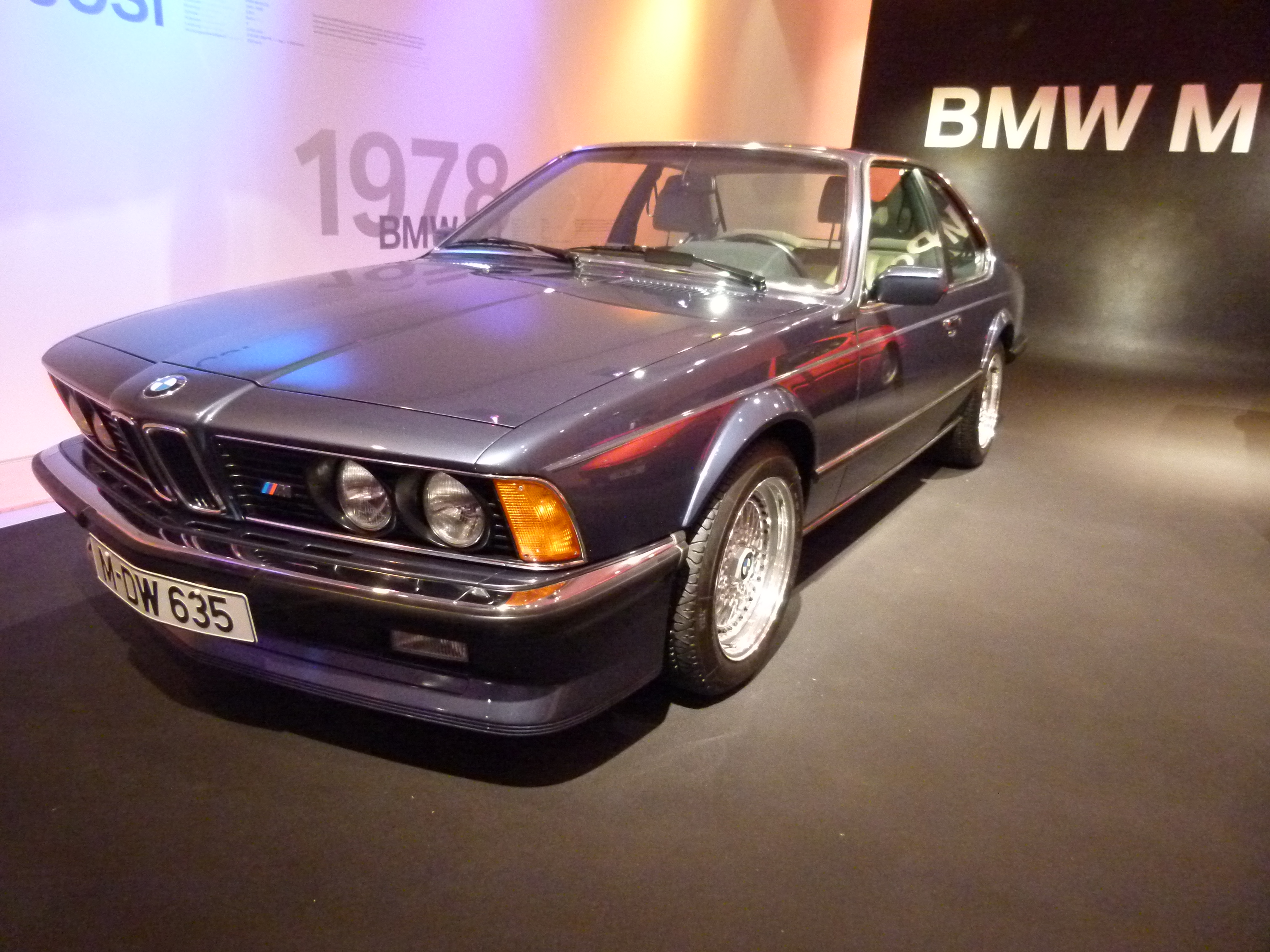
Une M635 csi E24 de 1985.

La BMW M635CSi est une automobile de la marque allemande BMW, produite de 1984 à 1989. Elle porte cette appellation pour l'Europe. Dans le reste du monde, elle prend le nom de M6.

## M6 (E63/E64, 2005-2010)
La M6 a fait ses débuts au Salon international de l'automobile de Genève au printemps 2005. Le cabriolet, dont la première mondiale officielle a eu lieu au Salon de l’automobile de Londres, a suivi en juillet 2006.
La BMW M6 (E63/E64) se distingue de la Série 6 par ses 2 doubles sorties d'échappement, ses jantes spécifiques, ses entrées d'air avant plus larges. Elle embarque un moteur V10, le S85 d'une cylindrée de 5 L pour une puissance de 507 ch (373 kW). La puissance nominale est atteinte à 7 750 tr/min et le couple maximal de 520 N m est disponible à 6 100 tr/min. Lors d’un test réalisé par le magazine Sport Auto, la M6 coupé avec Launch Control est passé de 0 à 100 km/h en 4,2 secondes (spécification d’usine : 4,6 secondes). Il lui faut 12,8 secondes pour passer de 0 à 200 km/h. La vitesse de pointe est - de série - limitée à 250 km/h. Moyennant un supplément d’environ 2 350 €, la vitesse de pointe peut être portée à 305 km/h, après un entraînement sur circuit avec des pilotes BMW. Sans aucune limitation électronique, la M6 atteint une vitesse de pointe allant jusqu’à 318 km/h. Comme le moteur S65 de BMW qui en est dérivé, le moteur dix cylindres est doté d’une commande des gaz sélective par cylindre, mais à l’inverse, il est doté d’un VANOS, auquel une pression d’huile de 80 bars est appliquée à partir d’une pompe haute pression entraînée par chaîne, et d’un compteur de masse d’air par rangée de cylindres. Elle est équipée d'une boîte séquentielle à 7 rapports.
Les caractéristiques du véhicule sont réglables électroniquement. Les amortisseurs peuvent être réglés en trois étapes (Komfort, Normal, Sport), la vitesse de changement de vitesse de la boîte de vitesses automatisée à sept rapports (SMG) et la pleine puissance du moteur peuvent être activées, qui sont réduites à 294 kW (400 ch) après que le moteur ait démarré. Le contrôle de stabilité (DSC) peut être désactivé et réglé sur un mode appelé "MDM", qui permet au véhicule de dévier jusqu’à un certain angle de dérive, mais qui empêche le dépassement dangereux de la zone limite.
La M6 coupé a un toit en carbone scellé avec de la laque transparente. Le toit léger permet d’économiser 4,5 kg de masse et donc, en principe, de déplacer également le centre de gravité de la voiture vers le bas, ce qui réduit le mouvement de roulis dans les virages. Du PRFC est également utilisé pour les supports de pare-chocs,,.
La M6 est plus longue de 5 cm par rapport à la Série 6, plus large de 0,5 cm et plus lourde de 95 kg par rapport à la 650i.
C'est en 2007 que la M6 est déclinée en cabriolet, qui est un peu moins performante.
BMW a fabriqué 9.087 Coupé (E63) et 5.065 Cabriolets (E64).

### Galerie

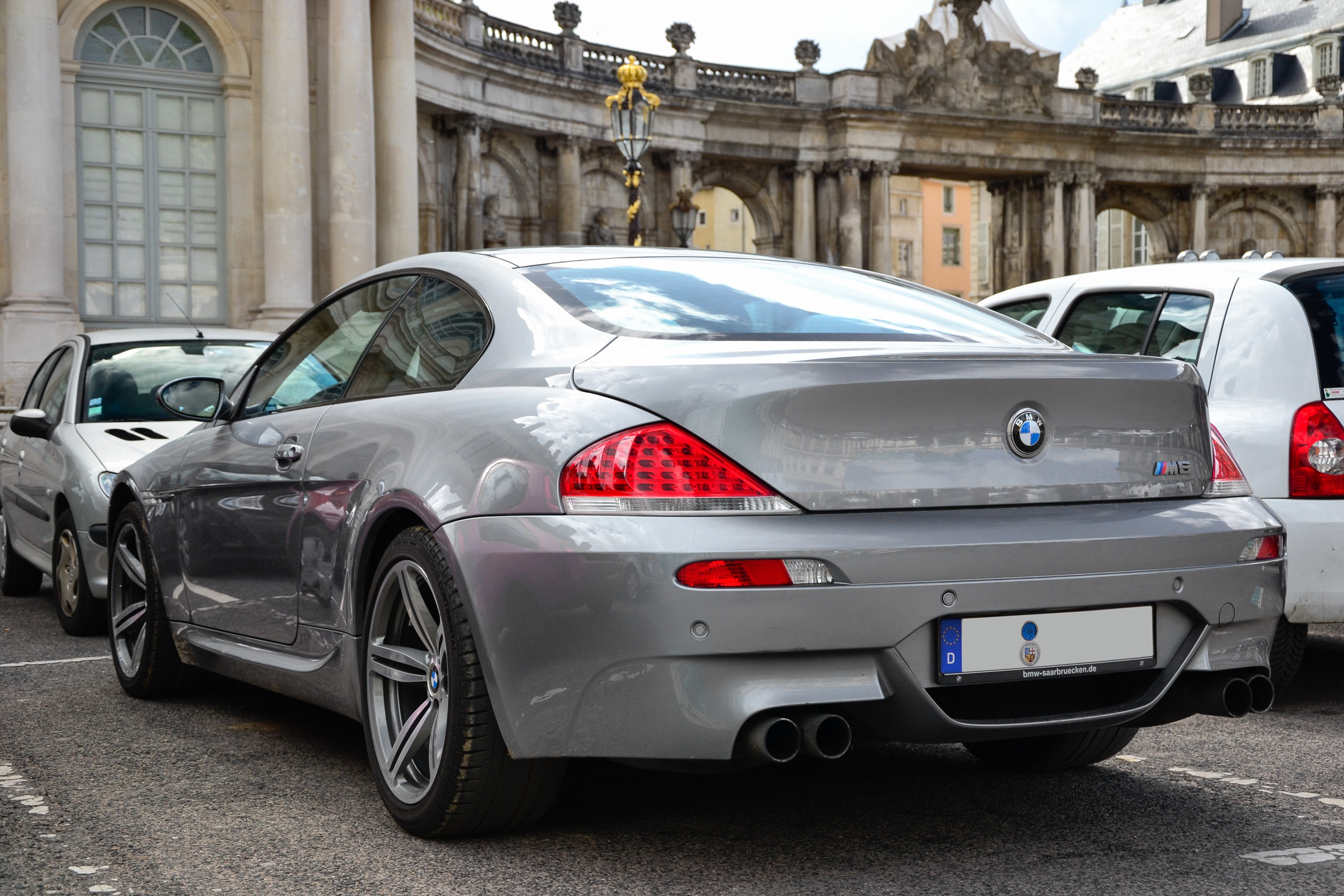
Vue arrière
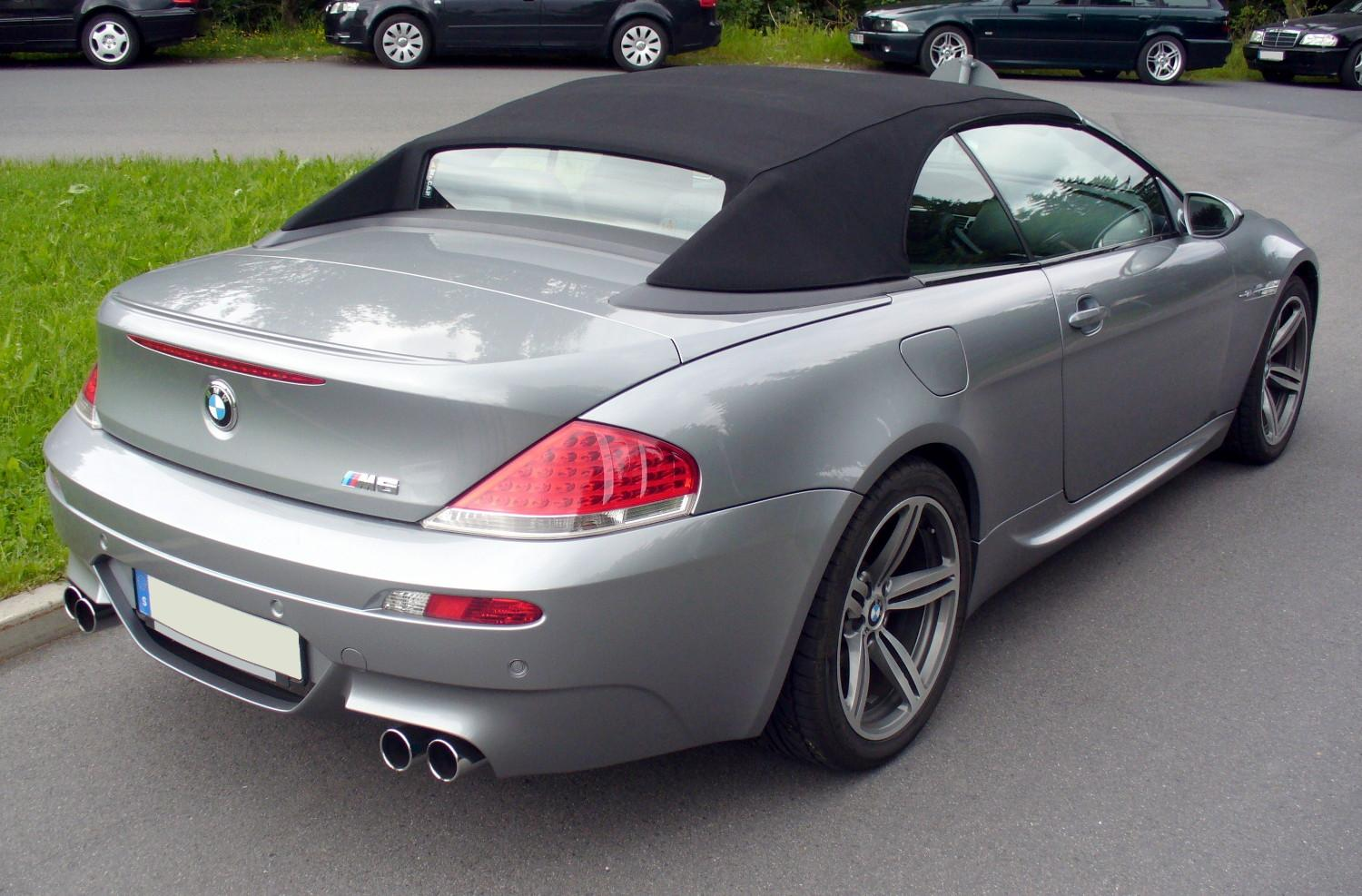
BMW M6 cabriolet (2006–2010)
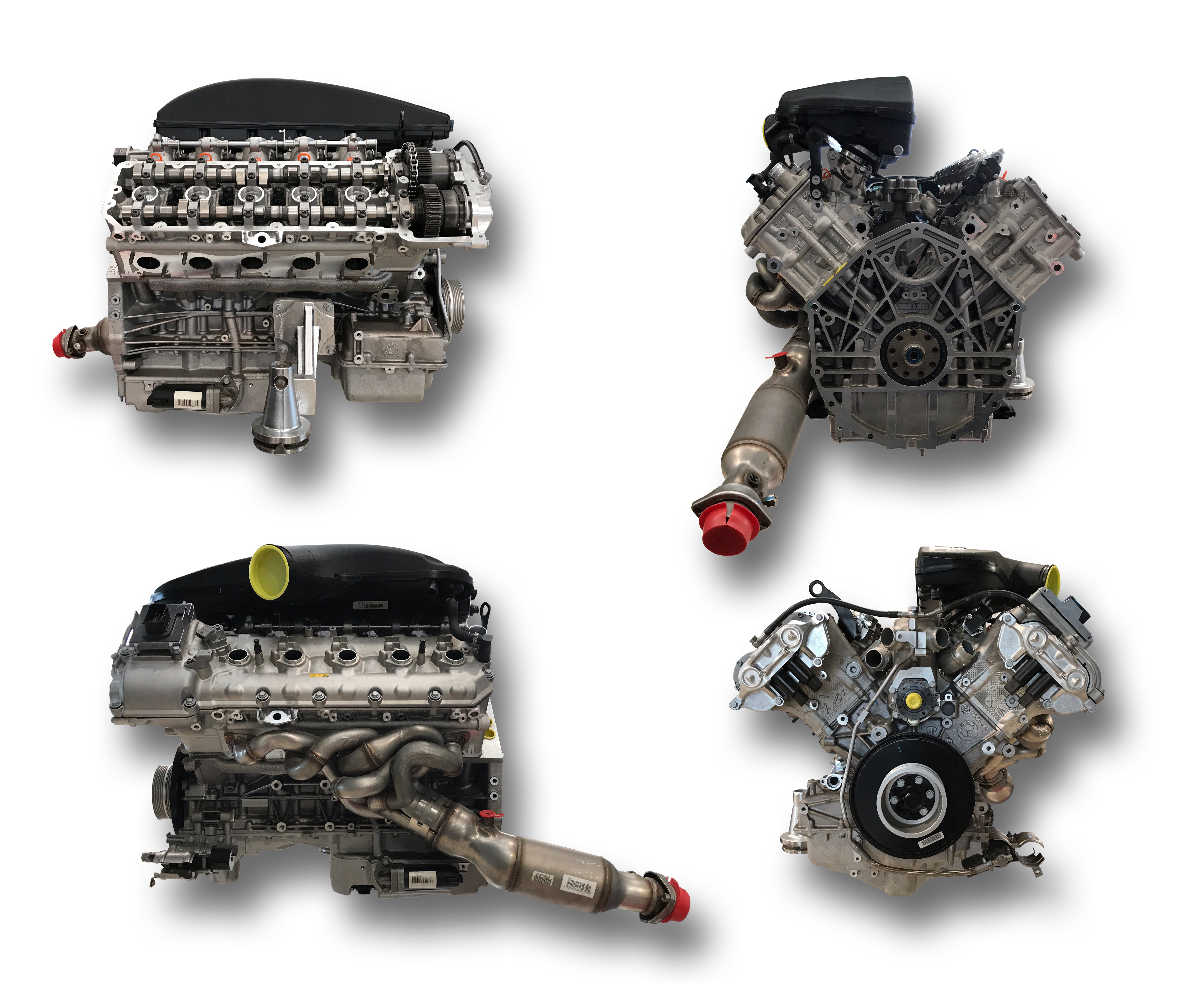
Vue de quatre côtés du moteur V10 de BMW installé dans la M6 coupé

## M6 (BMW F12|F06, F12 et F13) de 2012 à 2018
Au printemps 2012, BMW a présenté au public la BMW M6 en cabriolet et en coupé au Salon de l’automobile de Genève. Comme sa prédécesseur, le coupé a un toit léger en polymère renforcé de fibres de carbone (PRFC). Selon BMW, les deux variantes de la M6 consomment jusqu’à 30 % de carburant en moins que les versions précédentes.
Cette nouvelle génération de M6 renonce au V10 pour le V8 bi-turbo S63 de 560 ch de la M5. Cette M6 est plus performante : le 0 à 100 km/h est abattu en 4,2 secondes (0,5 de moins que l'ancienne), elle délivre un couple de 680 N m à 5 750 tr/min mais elle est aussi plus lourde de 215 kg par rapport à la première M6. La vitesse de pointe de cette génération de la M6 est également limitée électroniquement de série à 250 km/h et elle peut être portée à 305 km/h en conjonction avec la finition optionnelle M Drivers.
Elle se différencie de la Série 6 par ses 2 doubles sorties d'échappement, ses jantes spécifiques et ses divers artifices aérodynamiques (entrées d'air, spoiler, becquet, etc.).
Elle est équipée d'une boîte automatique à 7 rapports ou d'une boîte manuelle à 6 rapports.
En janvier 2013, la M6 Gran Coupé a été présentée pour la première fois au Salon de l’automobile de Détroit. La berline a la même technologie que le coupé et le cabriolet. La Gran Coupé a également un toit en carbone.
En 2014 et 2015, BMW propose deux packs compétition. Le premier augmente la puissance à 575 ch sans augmentation de couple tandis que le deuxième porte la puissance à 600 ch et le couple à 700 N m.
Aux États-Unis et au Canada, la M6 Gran Coupé est en concurrence indirecte avec l’Alpina B6 Gran Coupé. L’Alpina B6 est une version plus puissante, plus luxueuse et très exclusive de la 650i, et donc plus lourde et moins sportive que la M6. Mais son V8, d’abord presque aussi puissant, puis plus puissant (à partir de 2015) que celui de la M6, sa transmission intégrale permettant des accélérations plus rapides que celles de la M6 et sa vitesse maximum d’environ 320 km/h en font une véritable GT.
En 2019, elle est définitivement remplacée par la M8 et n'est plus disponible au catalogue.

### BMW M6 GT3
La BMW M6 GT3 est une voiture de course conçue par BMW Motorsport et homologuée pour courir dans la catégorie GT3.

### BMW M6 Coupé édition Tour Auto
La BMW M6 Coupé édition Tour Auto est un modèle unique créé spécialement en l’honneur du Tour Auto Optic 2000 en 2013. Elle a été exposée les 20 et 21 avril 2013 au Grand Palais à Paris.

### Galerie

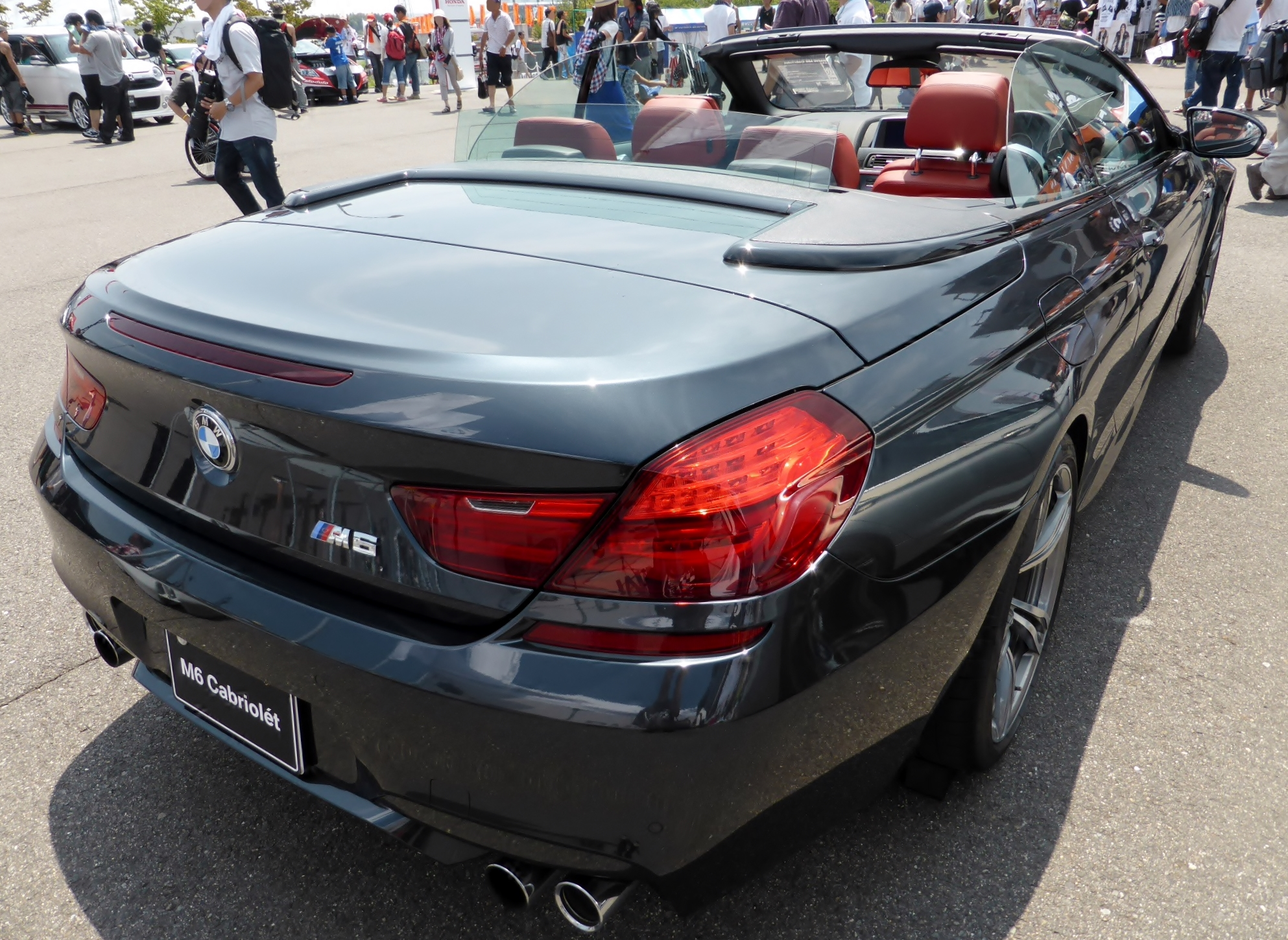
BMW M6 cabriolet (2012–2018)
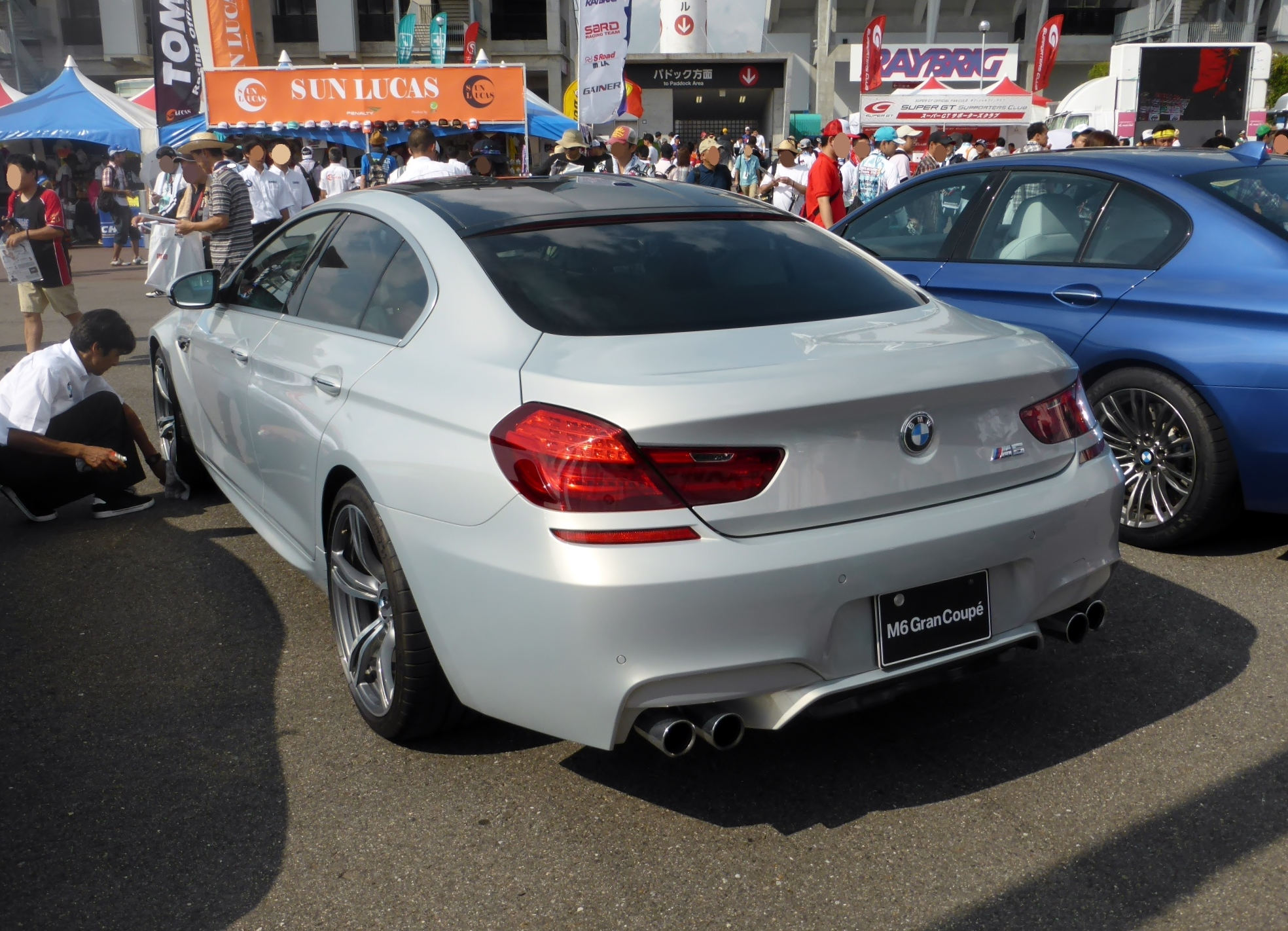
BMW M6 Gran Coupé (2013–2018)
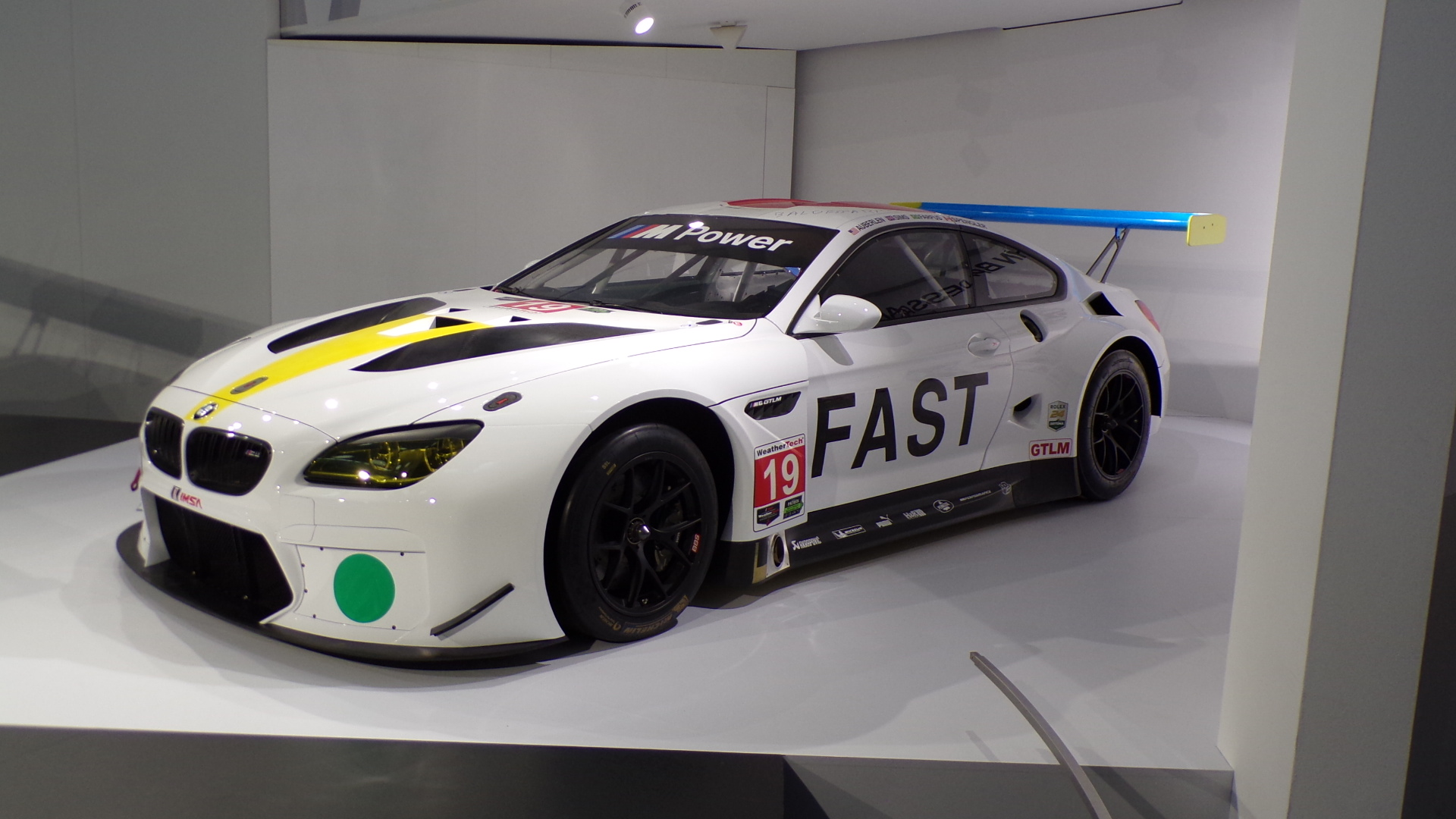
M6 Art Car par John Baldessari (2016)

Il existe également une version GT3 de la M6 (F13) que l’artiste chinois Cao Fei a conçue en tant que BMW Art car; La présentation a eu lieu le 31 mai 2017 à Pékin,.